# Martine Roy
Martine Roy est une activiste des droits LGBT, l'une des fondatrices de Fierté au travail Canada/Pride at Work Canada et une ancienne militaire des Forces armées canadiennes. Elle fut l'une des initiatrices du recours collectif intenté en 2017 contre le Gouvernement fédéral concernant la Purge LGBT entreprise dans les années 1950 à 1990, dans les Forces armées canadiennes (FAC), la Gendarmerie royale du Canada (GRC) et la Fonction publique fédérale, alors qu'ils identifiaient, interrogeaient, fouillaient et congédiaient les personnes suspectées d'être issues de la communauté LGBT.
Elle est actuellement présidente du Fonds Purge LGBT et directrice régionale, développement des affaires LGBTQ2+ Québec & Est du Canada pour la Banque TD depuis 2020. Elle a aussi été présidente de la Fondation Émergence jusqu'en 2015.
Martine est également l'une des 13 membres commissaire de la Commission des droits de la personne et des droits de la jeunesse.
En 2017, elle s’est vu décerner la Médaille de l’Assemblée Nationale du Québec,.
En décembre 2023, Martine Roy est nommée à l'Ordre du Canada pour son activisme au sein de la communauté LGBT du Canada.

## Implications

### Les Forces armées canadiennes
Martine Roy est engagée dans les Forces armées canadiennes en 1983 à 19 ans,, elle en fut congédiée en décembre 1984,,, à 20 ans, alors qu'on la suspectait d'être homosexuelle.
Durant l'un des interrogatoires sur sa vie privée et sexuelle, Martine Roy affirme qu’on lui a fait miroiter que si elle disait la vérité, elle pourrait demeurer dans l’armée, elle avoue alors avoir déjà eu des rapports homosexuels. Comme bon nombre de personnes LGBT, elle sera obligée de subir des traitements psychiatriques. Deux mois après l'enquête, on l'informe de son congédiement, avec un 5D, soit un «licenciement déshonorable», en raison de sa déviance sexuelle,.
Elle tente de faire appel à la décision en 1985, sans succès: Votre aveu de vous être adonnée à plusieurs reprises à des pratiques homosexuelles me porte à conclure avec suffisamment de certitude que vous êtes homosexuelle selon l'OAFC 19-20  et donc que votre libération est conforme à la politique actuelle des Forces canadiennes à l’égard des homosexuels, lui rétorque le général Gérard Charles Édouard Thériault dans une lettre dactylographiée,.
Elle commence à travailler chez IBM en 1999, elle y restera 20 ans, elle dédiera sa carrière à sensibiliser le personnel et la direction aux réalités LGBT et à la promotion d’un milieu de travail inclusifpar la mise sur pied de groupes-ressources.

### La Purge LGBT
La Purge LGBT s'opère à l’époque où l’homosexualité est encore perçue comme un crime, un péché ou encore une maladie mentale. Ces discours entraînent des mesures d’épuration des personnes LGBT dans la fonction publique canadienne, la Gendarmerie royale du Canada et les Forces armées canadiennes. Cette campagne, visant à identifier et à expulser les individus LGBT, communément appelée la «Purge LGBT», s’est poursuivie même après la décriminalisation "partielle" de l'homosexualité, au Canada le 27 juin 1969,. On estime que près de 9 000 membres LGBTQ des Forces armées canadiennes, de la GRC et de la fonction publique fédérale ont été victimes de mesures discriminatoires en raison de leur orientation sexuelle. On parle notamment d'interrogatoires violents, d'enquêtes frauduleuses, de séjours en instituts psychiatriques, de fouilles, de démissions forcées et de licenciements.
Il faudra attendre l’année 1996 pour que la Loi canadienne sur les droits de la personne (LCDP) soit amendée afin d’inclure l’orientation sexuelle comme motif de distinction illicite, alors qu'au Québec, la Charte des droits et libertés de la personne est amendée en 1977 pour y inclure l’interdiction de la discrimination fondée sur la base de l’orientation sexuelle au Québec, soit vingt ans avant son homologue fédéral.

### Le recours collectif et les excuses
Ce sont plus de 700 survivants de la purge LGBT qui décideront de participer au recours collectif à l’échelle nationale contre le gouvernement du Canada. Martine Roy sera l'une des initiatrices de ce recours collectif qui se conclura par des excuses du gouvernement fédéral en novembre 2017 et par la création du Fonds Purge LGBT en octobre 2018,.
En tout, il y avait trois dossiers de recours: celui de Todd Ross en Ontario, celui de Martine Roy au Québec et celui d’Alida Satalic dans l’Atlantique, avant que ces derniers décident d’unir leurs forces avec un seul recours regroupant tous les membres à travers le Canada,.
Le recours visait à obtenir l’indemnisation de tous les employés actuels ou anciens des Forces armées canadiennes, du gouvernement du Canada ou des organismes fédéraux de la Couronne qui ont fait l'objet d'une enquête, ont été congédiés, arrêtés, sanctionnés ou menacés de sanction par le gouvernement du Canada en raison de leur orientation sexuelle, de leur identité de genre ou de leur expression de genre, entre le 27 juin 1969 et aujourd'hui.
C'est en juin 2018, qu'une entente de règlement accorde près de 145 millions de dollars, dont 110 millions pour dommages et intérêts destinés aux personnes touchées par la purge LGBT. Cette reconnaissance des torts causés aux populations LGBT sera accompagnée d’excuses officielles présentées par le premier ministre Justin Trudeau à la Chambre des communes le 28 novembre 2017, en présence de nombreuses victimes de la purge.
Selon les Forces armées canadiennes, 406 anciens militaires auraient reçu des lettres d’excuses personnalisées et signées par le grand patron de l’armée. Ce n’est pas juste de changer les lois ou de s’excuser nationalement. Il faut changer la culture, plaide Martine Roy.

### Le Fonds Purge LGBT
Constitué en octobre 2018, le Fonds Purge LGBT est une société sans but lucratif émergeant du recours collectif intenté contre le gouvernement du Canada par des survivants de la Purge LGBT, ce Fonds a été érigé pour administrer une portion des sommes émanant du règlement.
En janvier 2019, le Fonds compte six administrateurs, soit les survivants: Michelle Douglas, Martine Roy, Todd Ross, Diane Pitre, Wayne Davis ainsi que l’avocat Douglas Elliott. Si les victimes, voire les 700 demandeurs et demanderesses, ont reçu un montant en dommages et intérêts, le Fonds est également juridiquement tenu d’employer une enveloppe de 15 millions pour des projets de réconciliation et de commémoration.
Le Fonds Purge LGBT est notamment chargé de chapeauter la création d’un monument national à Ottawa,, et d’une exposition du Musée canadien pour les droits de la personne à Winnipeg. Il veillera par ailleurs à travailler à l’inclusion des personnes LGBTQ2 en milieu de travail fédéral, puis à soutenir des projets valorisant les archives LGBT.
La société devra cesser ses activités d’ici le 30 juin 2027, date à laquelle elle sera dissoute de façon permanente. Tous les fonds dont elle a la responsabilité devront avoir été utilisés avant cette date.

### Documentaires et productions connexes
- Commémorer le 30e anniversaire de la fin de la Purge LGBT au Canada. [balado]. Réseau des Lesbiennes du Québec. 13 octobre 2022. 00:54:35[31].
- Sex, Sin & 69, Réalisation : Sarah Fodey, Production : SandBay Entertainment, 80 min, 2019, Canada[32].
- The Fruit Machine, Réalisation : Sarah Fodey, Production : SandBay Entertainment, 81 min, 2018, Canada[33].
- Une fille de ma gang. Réalisation : Marilyn Burgess. Production : Marilyn Burgess et Groupe Intervention Vidéo (GIV), 20 minutes, 1989, Québec, Canada[34].